# Бенгальская кошка (домашняя)
Бенгальская кошка, бенгал — межродовой гибрид домашней кошки (Felis catus) и собственно бенгальской кошки (Prionailurus bengalensis).

## История появления бенгальской породы

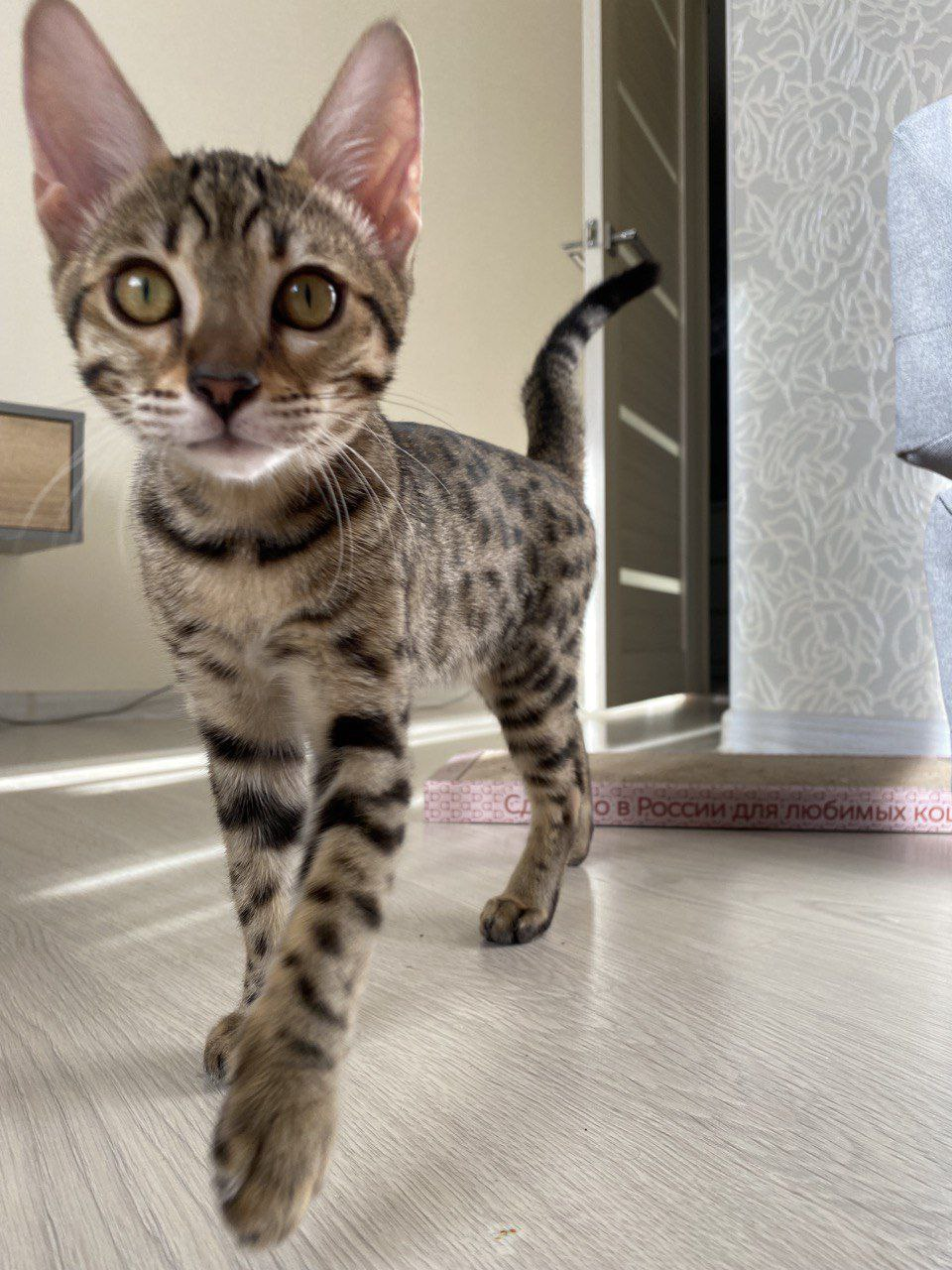
Котёнок

История породы началась в 60-х годах прошлого века, в доме любительницы кошек Джейн Милл в США. Принадлежащая ей самка бенгальской кошки по имени Малайзия повязалась с чёрным домашним котом и произвела на свет пятнистого котёнка. Первый про-бенгал, как и её потомство, погибли и работа над породой возобновилась только в 1980 году.
Выведение породных кошек путем скрещивания с дикими — весьма трудоемкий процесс, для которого необходимо иметь несколько диких кошек. Не каждый представитель бенгальских кошек будет вязаться с более мелкими домашними кошками. Кроме того, все мужское потомство от таких вязок — бесплодное, поэтому в работу над породой идут только самки.
Джейн Милл разбиралась в генетике и практике разведения диких и домашних кошек, и ей удалось получить потомство, устойчиво передающее породные признаки. Представителем породы считается бенгал, отстоящий от дикого предка более чем на 4 поколения.
Порода была представлена на выставке в 1987 году. В 1991 году породу официально зарегистрировали и допустили к выставкам и породному разведению.

## Краткая информация
| Название породы       | Бенгальская кошка                 |
| Страна происхождения  | США                               |
| Вес взрослой кошки    | 5—6 кг                            |
| Рост (высота в холке) | 33—37 см                          |
| Сколько живут         | 12—15 лет                         |
| Популярные клички     | Ева, Мая, Эмиль, Нортон, Матильда |

## Стандарт породы в системе WCF

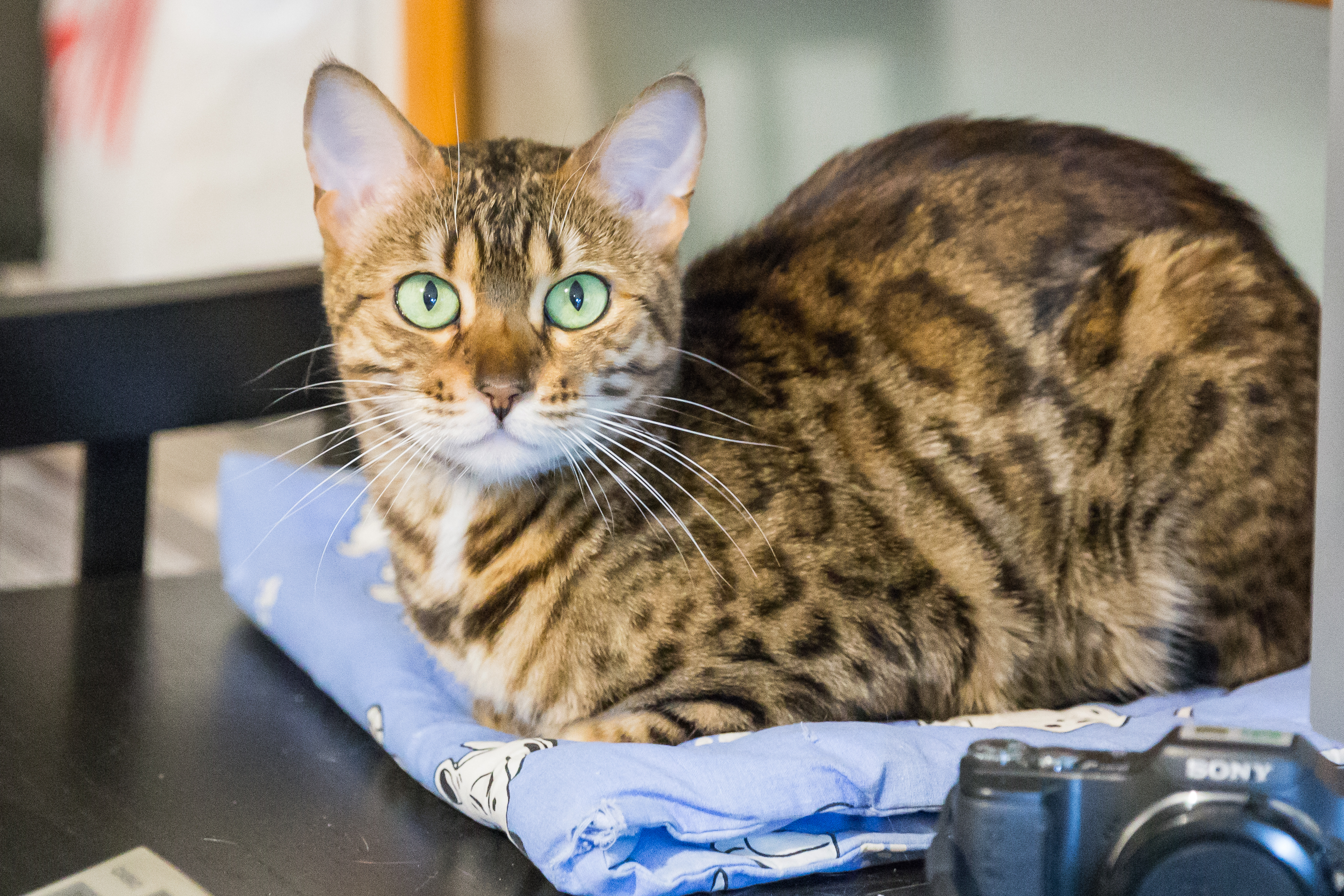

Тело: От среднего размера до крупного, мускулистое, растянутое, крепкое. Конечности средней длины, сильные и мускулистые. Лапы большие, круглые. Хвост средней длины, толстый, с округлым кончиком.
Голова: Массивный череп, чуть больше в длину, чем в ширину, с округлыми контурами и мощной, широкой мордой. Профиль с лёгким переходом. Шея длинная, мощная.
Подбородок: Сильный
Уши: От небольшого до среднего размера, слегка наклоненные вперед, с округлыми кончиками, иногда диким пятном.
Глаза: Большие, овальные. Поставлены широко, под небольшим углом. Допустим любой цвет, кроме голубого и аквамаринового, для снежного бенгала (сил-линкса) — только чистый интенсивный голубой.
Шерсть: Короткая, густая, блестящая, шелковистая.
Окрас: Отчётливый, контрастный чёрный или коричневый рисунок, пятнистый или особый мраморный (marbled) на золотисто-оранжевом фоне. Снежный бенгал (сил-линкс) является колорпойнтом. Пойнты имеют тот же окрас, что и у бенгала. Корпус несколько светлее, но, в отличие от других колорпойнтов, имеет оттенок и рисунок, соответствующий окрасу пойнтов. Для неспециалистов снежный бенгал непохож на колорпойнта. Описание рисунка находится в списке окрасов. Среди многообразия окрасов бенгальских кошек признаются: Пятнистый (brown tabby spotted), Розетчатый (brown tabby spotted rosets), Мраморный (марбл (brown tabby marble), Серебристый пятнистый (silver tabby spotted), Серебристый розетчатый (silver tabby rosets), Серебристый Мраморный (марбл (silver tabby marble). Голубой окрас (blue) в настоящее время уже признан одной из международных фелинологических систем (TICA). Окрас меланистик находится на стадии признания.